# フロベニオイド
数論幾何学では、フロベニオイドは、大域体の有限拡張のモデルでの線束の理論を一般化する追加の構造を持つ圏である。フロベニオイドは望月新一（2008）によって導入された。「フロベニオイド」という言葉は、フロベニウスとモノイドを合わせたものである。フロベニオイド間の特定のフロベニウス射は、通常のフロベニウス射の類似物であり、フロベニオイドの最も単純な例のいくつかは、本質的にモノイドである。

## モノイドのフロベニオイド
Mが可換モノイドである場合、それは乗算の下で正の整数のモノイドNによって自然に作用され、Nの要素nはMの要素にnを乗算する。Mのフロベニオイドは、MとNの半直接積である。このフロベニオイドの基になる圏は、モノイドの圏であり、1つの対象とモノイドの各要素の射が含まれる。Mが非負整数の加法モノイドである場合、標準のフロベニオイドはこの構造の特殊なケースである。

## 初等フロベニオイド
初等フロベニオイドは、可換モノイドのフロベニオイドの一般化であり、基本の圏D上の可換モノイドのファミリーΦによる正の整数のモノイドの一種の半直接積によって与えられる。アプリケーションでは、圏Dは大域体の有限分離可能な拡張のモデルの圏である場合があり、Φはこれらのモデルの線束に対応し、Nの正の整数nの作用はaの線束のn乗をとることによって与えられる。

## フロベニオイド
フロベニオイドは、圏Cと初等フロベニオイドへの関手で構成され、大域体のモデルの直線束と除数の動作に関連するいくつかの複雑な条件を満たす。望月の基本定理の1つは、さまざまな条件下で圏Cからフロベニオイドを再構築できると述べている。